# Programma cultura 2000
Il Programma Cultura 2000, che raggruppa i programmi precedenti "Programma Raffaello" (1997), "Programma Arianna" (1997) e "Programma Caleidoscopio" (1996), è un programma di finanziamento europeo per le azioni comunitarie nel settore della cultura. 
Istituito per il periodo compreso fra il 1º gennaio 2000 al 31 dicembre 2006, il programma intende promuovere la mobilità degli artisti e delle loro opere, nonché progetti di cooperazione transnazionali, sostenendo il ruolo della cultura come fattore economico e come fattore di integrazione sociale.  Inoltre, per la prima volta, si fa esplicito riferimento alle persone svantaggiate.
Lo stanziamento finanziario per l'esecuzione del programma è stato di 167 milioni di euro milioni di euro, ripartiti fra vari progetti vincitori.
Questo Programma è attualmente sostituito dal nuovo "Programma Cultura 2007-2013"

## Stati beneficiari
Il programma si rivolge a persone giuridiche pubbliche o private del settore culturale, e prevede la partecipazione dei seguenti Stati.
- Unione Europea (25 Paesi membri)[2]
- Turchia[3]
- Romania
- Bulgaria
- Unione Economica Europea EEA (3 Paesi membri): Norvegia, Islanda e Liechtenstein

## Modalità di partecipazione
Per partecipare al programma, è necessario fare riferimento ai bandi di concorso pubblicati sulla Gazzetta Ufficiale delle Comunità Europee. 
Vi sono progetti per la cui approvazione è richiesta la partecipazione di più Stati partecipanti al programma. Ad esempio, per le azioni integrate accordi di cooperazione culturale transnazionale pluriennali, è necessario il coinvolgimento di almeno cinque Stati, mentre per le azioni sperimentali, gli Stati coinvolti devono essere almeno tre.

## Progetti vincitori (selezione)
- Rassegna d'Arte Contemporanea Fuori Uso.

## Programmi europei di finanziamento alternativi
- Youth in Action
- MEDIA
- VII Programma Quadro
- Programma quadro per l'innovazione e la competitività (CIP)
- Programma Europa per i cittadini
- Fondo Sociale Europeo (FSE)
- Progress
- INTERREG IV C
- Calypso
- EDEN - European Destinations of Excellence
- EuropeAid
- Investing in People
- ACP Films
- ACP Cultures
- European Development Fund
- European Neighbourhood & Partnership Instrument
- Development Co-operation Instrument (in America Latina, Asia e Sudafrica)